# Carat (Spiel)
Carat ist ein abstraktes Brettspiel des deutschen Spieleautors Dirk Henn. Das Spiel erschien zuerst im Jahr 1993 als einfache handgefertigte Version in dessen Eigenverlag db-Spiele und wurde 1998 in einer neuen Version bei Queen Games veröffentlicht. Bei dem Spiel handelt es sich um Legespiel, bei dem Plättchen mit Diamanten verschiedener Farben auf einem Spielplan platziert werden müssen, um Punkte für die jeweils eigene Farbe zu bekommen.
2004 erschien das Spiel Die Gärten der Alhambra, das auf der gleichen Spielmechanik beruht. Das Spiel ist thematisch und optisch allerdings an das erfolgreiche Spiel Alhambra angelehnt, das ebenfalls von Dirk Henn stammt und bei Queen Games erschien.

## Thema und Ausstattung
Bei dem Spiel versuchen die Spieler jeweils, mit Hilfe von Diamantenplättchen möglichst viele Punkte auf einem Spielplan zu bekommen, indem sie Punktefelder mit den Diamanten ihrer Farbe umlegen. Da alle Diamantenplättchen jeweils Diamanten mit allen vier Farben zeigen, generieren die Spieler bei der Ablage allerdings auch immer jeweils Punkte für ihre Gegner. Gewinner des Spiels ist der Spieler, der am Ende die meisten Punkte hat.
Das Spielmaterial besteht neben einer Spielanleitung aus:
- einem Spielplan als Ablagefläche mit einem Raster für die Punktechips und die Spielsteine,
- 49 Punktechips mit den Zahlenwerten 1 bis 5 (jeweils zehnmal die Werte 1 bis 4, nur neunmal der Wert 5),
- 36 Spielsteine (Diamantenplättchen), auf denen jeweils vier Diamanten in den vier Spielerfarben und Werte von 1 bis 6 für jeden dieser Steine angegeben sind,
- einem Schreibblock zum Notieren der Punkte.

## Spielweise

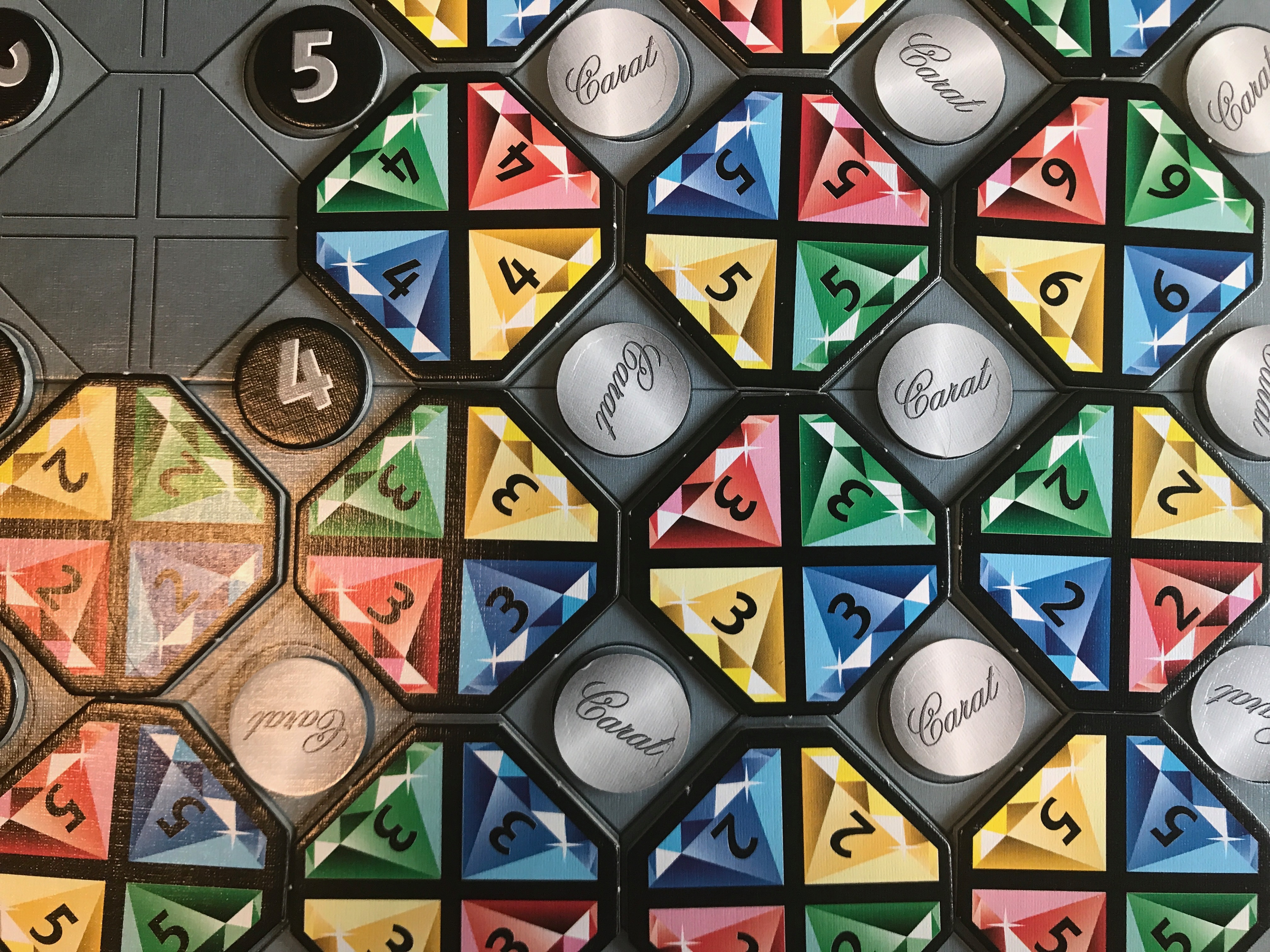
Spielsituation bei Carat

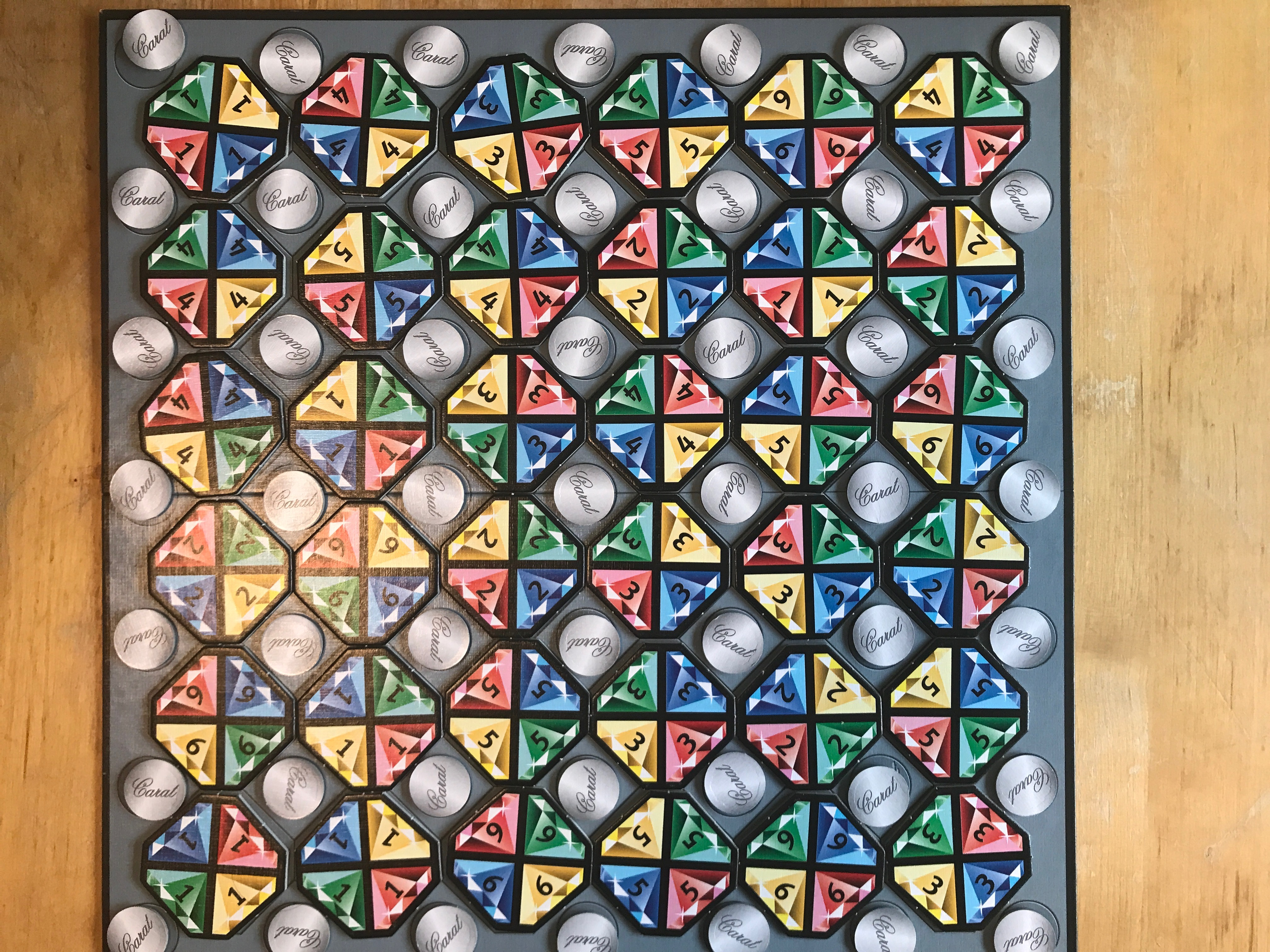
Vollständig gefüllter Spielplan von Carat

Vor dem Spiel wird der Spielplan in der Tischmitte aufgebaut. Die Punktechips werden gemischt und von den Spielern offen auf die runden Wertungsfelder des Spielplans gelegt. Danach wählt jeder Spieler eine Spielerfarbe, bei weniger als vier Spielern sind die übrigen Farben neutral. Die Diamantenplättchen werden verdeckt gemischt und neben dem Spielplan als Vorrat bereitgelegt, jeder Spieler zieht ein Startplättchen und nimmt es auf die Hand.
Beginnend mit einem Startspieler wird das Spiel im Uhrzeigersinn gespielt. Der jeweils aktive Spieler legt sein Diamantenplättchen auf ein freies Feld auf dem Spielplanraster, wobei jeder einzelne Diamant an einen Wertungsstein angrenzt. Danach nimmt er sich ein neues Plättchen vom Vorrat auf die Hand. Der Startspieler darf beliebig beginnen, er darf allerdings kein Feld am Spielfeldrand oder in der Ecke belegen. Jeder weitere Spielstein muss an ein beliebiges schon ausliegendes Plättchen angelegt werden. Wenn ein Spieler mit einem Plättchen einen Wertungsstein vollständig umschließt, kommt es zu einer Wertung und der Wertungsstein wird umgedreht.
Bei der Wertung werden alle Diamanten berücksichtigt, die an dem jeweils ausliegenden Punktechip anliegen. Wenn ein Spieler allein die höchste Summe der anliegenden Diamantenwerte aufweist, bekommt dieser Spieler die Punkte für diesen Chip. Haben mehrere Spieler gleich hohe Werte anliegen, bekommt der nächstfolgende Spieler die Punkte, dessen Wert nicht identisch mit dem eines anderen Spielers ist. Haben alle vier Spieler oder je zwei die gleichen Werte, werden die Punkte nicht vergeben. Zur Ermittlung der Punktezahl wird der Wert des Punktechips mit der Anzahl der verschiedenen Farben der anliegenden Diamanten multipliziert.
Das Spiel endet, wenn alle Spielsteine auf das Spielfeld gelegt wurden und dieses damit vollständig gefüllt ist. Der Spieler mit der höchsten Punktezahl gewinnt das Spiel.

## Varianten
Die Spielregeln von Carat geben zwei Varianten an:
- Im Spiel mit zwei Spielern können beide Spieler jeweils mit zwei Farben spielen, die unabhängig voneinander gewertet werden.
- Für ein taktischeres Spiel können alle Spieler mit jeweils drei Diamantenplättchen starten und bei jedem Zug nach der Ablage wieder auf drei Plättchen hochziehen.

## Geschichte und Rezeption
Das Spiel Carat wurde von Dirk Henn entwickelt und von ihm im Jahr 1993 als einfache handgefertigte Version in dem Eigenverlag db-Spiele von ihm und seiner Frau Barbara Henn veröffentlicht. 1998 veröffentlichte der Verlag Queen Games das Spiel in Deutschland. 2004 erschien auf der Basis von Carat das Spiel Die Gärten der Alhambra mit der gleichen Spielmechanik, das Thema wurde allerdings an das erfolgreiche und preisgekrönte Spiel Alhambra von Dirk Henn angelehnt, das ebenfalls bei Queen Games erschien.
2005 veröffentlichte Queen Games Die Gärten der Alhambra zusätzlich unter dem englischen Titel The Gardens of the Alhambra in einer internationalen und multilingualen Version. Die Gärten der Alhambra wurde 2005 in die Empfehlungsliste des Spiel des Jahres aufgenommen.

## Belege
1. 1 2 3 4 5 6  Carat, Spieleanleitung 1. Auflage Queen Games, 1998.
2. ↑  The Gardens of the Alhambra, Versionen von Carat und Nachfolgern bei BoardGameGeek. Abgerufen am 5. Juli 2018.
3. ↑  Die Gärten der Alhambra auf der Website des Spiel des Jahres e.V.; abgerufen am 6. Juli 2018.